# Thekla Reuten
Thekla Simona Gelsomina Reuten (Bussum, 16 september 1975) is een Nederlands actrice, dochter van een Nederlandse vader en een Italiaanse moeder uit Benabbio (Bagni di Lucca). Na het vwo (aan het Sint-Vituscollege in Bussum) studeerde ze aan de toneelschool in Amsterdam.

## Biografie

### Film
Thekla Reuten speelde in een relatief korte tijd in een groot aantal Nederlandstalige speelfilms, waaronder De trip van Teetje (1998) van Paula van der Oest, Het 14e kippetje (1998) van Hany Abu-Assad, Kruimeltje (1999) van Maria Peters, De rode zwaan (1999) van Martin Lagestee, Iedereen beroemd! (2000) van Dominique Deruddere, De Zwarte Meteoor (2000) van Guido Pieters, Rosenstraße (2003) van Margarethe von Trotta en Suske en Wiske: De duistere diamant (2004) van Rudi Van Den Bossche.
De bekendste hoofdrol voor Reuten is echter die van Lotte in de verfilming van De Tweeling uit 2002.
Reuten speelde ook de vrouwelijke hoofdrol in de vijfde en nieuwste Highlander-film, Highlander: The Source. De première van de Engelse speelfilm In Transit werd verwacht tijdens het Berlin Film Festival 2007. De film is gebaseerd op een waargebeurd verhaal in een werkkamp aan het eind van de Tweede Wereldoorlog in Sint-Petersburg. Thekla speelt een Russische kampbewaarster naast hoofdrolspelers Vera Farmiga en Thomas Kretschmann.
Daarna speelde Reuten in de Engelse filmproductie In Bruges van filmmaker Martin McDonagh, waarmee op 17 januari 2008 het vooraanstaande Sundance Film Festival in de Verenigde Staten werd geopend.
In 2008 speelde Reuten in de Nederlandse filmproductie Wit Licht van filmmaker Jean van de Velde met Marco Borsato in de hoofdrol.
Reuten speelt een huurmoordenares in The American, geregisseerd door fotograaf en filmmaker Anton Corbijn met George Clooney en Violante Placido in de hoofdrol. Deze film ging in september 2010 in Nederland in première. In 2013 speelde Reuten de rol van Claire in de film Het Diner, een verfilming van het gelijknamige boek van Herman Koch.
In 2015 speelde ze zowel een hoofdrol in de verfilming van het boek De reünie (van Simone van der Vlugt) als het boek Schone Handen (van René Appel). Ze speelt de rol van Marta in de film Red Sparrow uit 2018 van Francis Lawrence.

### Theater
Haar eindexamenmonoloog 'Suus' van Herbert Achternbusch werd genomineerd voor een Phillip Morris Scholarship. Reuten speelde in een aantal grote Nederlandse theaterproducties waaronder The Dresser/Hummelinck Stuurman, Het Huis van Bernarda Alba/Het Nationale Toneel, Braambos/Het Toneel Speelt en Val van de Goden/HZT Hollandia dat na Nederlands succes ook een Duitse tournee beleefde.
Reuten stond op het Londense toneel als Bride naast Gael García Bernal  in Bloodwedding.

### Televisie
Op televisie speelde ze onder anderen Eveline Röell in Wij Alexander en de titelrol van Bella Bettien. Daarnaast speelde ze Wiesje Blankers in een aflevering van Baantjer (De Cock en de moord op de heks).
Reuten was in de Verenigde Staten en het Verenigd Koninkrijk te zien in het tweede seizoen van Sleeper Cell, een televisieserie gemaakt door het Showtime-kabelnetwerk, waar ze een Nederlandse jonge vrouw speelde, die zich tot de islam heeft bekeerd, en lid is van een groep moslimfundamentalisten die een aanslag in de Verenigde Staten voorbereiden.
In 2008 speelde Reuten de rol van Elsa in de derde aflevering van het vierde seizoen van de Amerikaanse hit-serie Lost.
In oktober 2011 speelde ze in de vierdelige politieke BBC 1-thriller Hidden naast Philip Glenister.
In 2015 speelde ze in het derde seizoen van de serie Overspel de rol van Anna Eckhardt.
Eind 2015 was ze te zien in de hoofdrol van de achtdelige serie Tessa.
In mei 2021 was Reuten te zien tijdens het pauzeoptreden in de eerste halve finale van het Eurovisie Songfestival. Tussen 2020 en 2022 was ze te zien in de televisieserie Warrior Nun.

### Privé
Thekla Reuten heeft een relatie met de acteur Gijs Naber met wie ze twee zoons heeft. Sinds 2024 maakt zij zich sterk voor een campagne tegen smartphonebezit voor basisschoolkinderen. Ze is een volle nicht van de overleden acteur Jeroen Willems en actrice Rosa Reuten.

## Filmografie

### Film
- Arends - Sofie van Delft (1997)
- De trip van Teetje - Mary (1998)
- Het 14e kippetje - Francesca Moorman (1998)
- De rode zwaan - Dochter van de generaal (1999)
- Kruimeltje - Vera di Borboni / Lize van Dien (1999)
- Iedereen beroemd! - Debbie (2000)
- De zwarte meteoor - Vera (2000)
- Bella Bettien - Bettien (2002)
- De tweeling - Jonge Lotte (2002)
- Brush with Fate - Saskia (2003)
- Rosenstraße - Klara Singer (2003)
- Suske & Wiske: De duistere diamant - Alwina (2004)
- Shark Tale - Angie (stem) (2004)
- Ober - Suzie (2006)
- Highlander: The Source - Anna (2007)
- In Bruges - Marie (2008)
- In Transit - Elena (2008)
- Wit licht - Valerie (2008)
- The American - Mathilde (2010)
- Restless - Sylvia Rhys Meyers (2012)
- Het diner - Claire (2013)
- Da geht noch was! - Tamara Schuster (2013)
- Speelman - Tessa (2013)
- Atlantic. - Alexandra (2014)
- The Legend of longwood - Lisa Miller (2014)
- De reünie - Sabine (2015)
- Home suite home - Stella (2015)
- Schone handen - Sylvia (2015)
- Red Sparrow - Marta (2018)
- Marionette - Dr. Marianne Winter (2020)
- Sisyphus at Work (2021)
- Narcosis - Merel (2022)
- Ik ben geen robot - Pam (2023)
- Opa Cor - therapeut (2024)

### Televisie
- Verhalen uit de Bijbel - Mirjam (1996)
- Wij Alexander - Eveline Roëll (1998)
- Baantjer - Wiesje Blankers (1998)
- De aanklacht - Thijs (2000)
- De acteurs - Ellie (2001)
- Mijn zusje Zlata - Ouder Mirjam (stem) (2003)
- De Band - Zuster (2004)
- Co/Ma - Isabella (2004)
- Boks (2006)
- Sleeper Cell - Wilhelmina van der Hulst (2006)
- Lost - Elsa (2008)
- Hidden - Gina Hawkes (2011)
- Non chiedere perchè - Karen Schumann (2014-2015)
- Overspel - Anna Eckhardt (2015)
- Tessa (2015-2016)
- Stan Lee's Lucky Man - Isabella Augustine (2016-2017)
- Beat - Luna Schouten (2018)
- Warrior Nun - Jillian Salvius (2020)

### Gast
- Het uur van de Wolf (1997)
- Barend & Van Dorp (2001, 2003)
- Janela Indiscreta (2010)
- Ik hou van Holland (2012)
- RTL Late Night (2013)
- Jinek (2013)
- Carlo's TV Café (2015)
- Evenblij maakt vrienden (2020)
- Beau (2020)
- Jinek (2022)